# 杜重威
杜重威（？—948年），五代朔州（今山西省朔州市）人。因避讳晋主重贵名，也曾改名叫杜威，但後晉滅亡後，便馬上改回原名。
杜重威娶石敬瑭之妹為妻。石敬瑭即位，以杜重威為舒州刺史。曾随侯益擊败張從賓，功拜潞州节度使。又随高祖打败割据自立的天雄节度使范延光，改调忠武，加升为同平章事。後來在宗城（今河北威縣東）大败安重榮，以功封成德军节度使。重威居功自傲，在镇州时，大肆搜刮民财。
契丹与後晋在滹沱之战後，晋军主帅杜重威得到被契丹立为皇帝的许诺，以十萬兵馬降附契丹。耶律德光將鎧甲、衣物與戰馬在內的所有軍需物資都搜刮搶走，命杜重威率部下隨同南遷，及至黃河，耶律德光恐晉軍嘩變，打算派鐵騎將所有降卒趕入黃河裡淹死他們。這時左右有人諫阻，說：「眼下到處都是殘存的晉兵，倘若他們得知我們把降卒都殺死，必然會誓死和我們抵抗；不如暫且撫之，別圖他策。」於是耶律德光將杜重威與他麾下的士卒都遷到陳橋。當時天下大雪，士兵們的物資都被搜刮殆盡，又餓又凍，以至於彼此相聚哭泣；每當杜重威從帳中出來，經過士兵們身邊時，都被士兵們破口大罵，而杜重威恥於回應，都裝作沒聽見。其後，當石重貴與其家眷在被押送到黃龍府前，經過杜重威的營寨，忍不住嘆道：「天啊！我家是造了什麼孽，竟敗在杜重威這賊手上！」乃慟哭離去。
耶律德光南下中原，在临城（今河北临城）得病，不久卻病死栾城（今河北石家庄市欒城区西）的殺胡林。天福十二年五月，辽永康王耶律阮自立为帝，並命杜重威镇守魏州。是年六月，刘知远平定京师，幾乎盡數屠殺繁台的燕兵一千五百人，劉知遠改国号汉，史称后汉，遙拜杜重威为太尉、归德军节度使。947年，刘知远令重威移镇归德（今河南商丘南），令与原归德节度使高行周对调。杜重威自知理屈，拒不受命，遣其子杜弘璲向麻答求援，麻答下令蕃将杨衮與幽州指挥使张琏赴魏州。劉知遠下令高行周與慕容彦超率军讨伐杜重威。杜重威與張璉誓死守城，漢軍日久无功。刘知远恐生他变，親自來攻，死傷甚巨。知遠見强攻不克，多次遣人招降重威，许以不死，但张琏因愤刘知远尽杀燕兵：“繁台之卒，何罪而戮？”略無降志。這時魏州粮草用尽，城中将士多踰城逃亡，十一月二十七日，杜重威著素服，跪在宫门口请降。刘知远杀张琏而赦杜重威，封检校太尉。
刘知远臨死前以杜重威反复无常，欲除之。宰相苏逢吉等秘不发丧，诱杀之。

## 延伸阅读
[在维基数据编辑]
 《舊五代史·卷109》，出自薛居正《舊五代史》
 《新五代史·卷52》，出自歐陽修《新五代史》